# Dagtekening
De dagtekening is de datum die op een brief, factuur of officieel document is vermeld.
De dagtekening is vaak een aanknopingspunt voor verschillende termijnen. Zo zal de bezwaartermijn voor een belastingaanslag berekend worden vanaf de dagtekening van de aanslag, en stellen ondernemers hun betalingstermijnen vast aan de hand van de dagtekening van de factuur.
Deze datum hoeft niet altijd overeen te komen met de dag waarop het document is getekend of de brief is verzonden. Zo wordt een belastingaanslag vaak voor de datum van dagtekening verzonden, zodat deze zeker op tijd in de brievenbus ligt. 
Het voorzien van een latere datum wordt postdateren genoemd. Bij officiële documenten is het vaak praktijk de dagtekening 1 of 2 dagen in de toekomst te zetten, zodat alle partijen ruimschoots de tijd hebben ze te ondertekenen. De documenten worden dan door partijen of hun advocaten vastgehouden tot de datum van dagtekening.
Het voorzien van een te vroege datum wordt antedateren genoemd, bijvoorbeeld als men de ontvanger wil doen geloven dat iets wel op tijd is verzonden, maar dat door omstandigheden later is aangekomen. Een andere reden is dat men binnen een bepaalde termijn wil blijven, of dat men een document wel op eerdere datum wilde tekenen maar door omstandigheden niet kon. Ook gebruikt men weleens de Amerikaanse term backdating. In tegenstelling tot postdateren wordt antedateren, met name op documenten, vaak gezien als een vorm van fraude, of valsheid in geschrifte. Men probeert immers de indruk te wekken dat iets op een bepaalde tijd gebeurd was terwijl dit niet het geval was.
De dagtekening van een brief heeft over het algemeen geen rechtskracht, omdat de ontvangsttheorie uitgaat van het moment van ontvangst door de ontvanger. Dit is problematisch wanneer bijvoorbeeld een bezwaartermijn verstrijkt en een op tijd verzonden brief te laat wordt bezorgd. Dit kan worden verholpen door de brief aangetekend of per koerier te verzenden.